# Mihhail Kõlvart

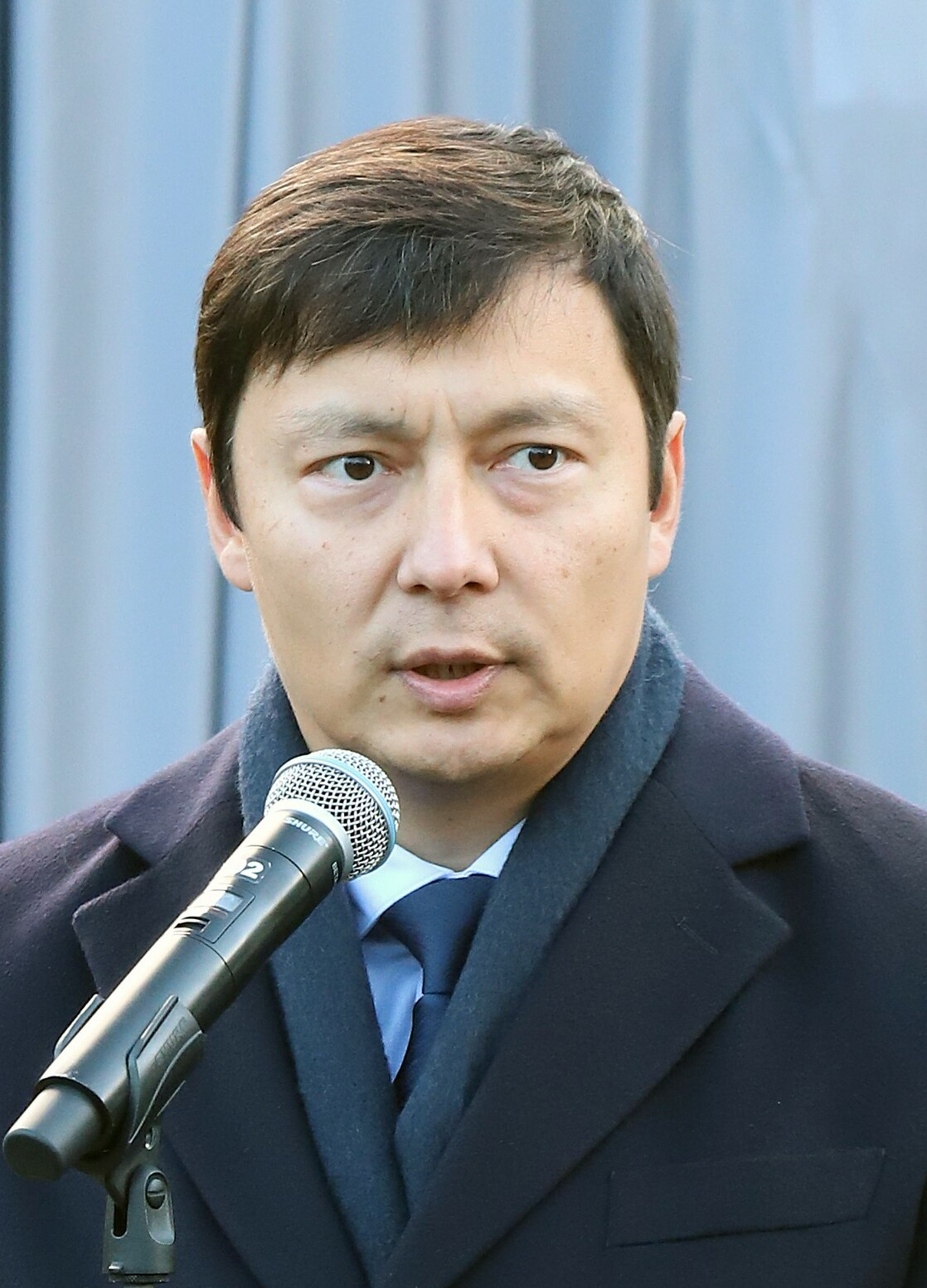
Mihhail Kõlvart (2022)

Mihhail Kõlvart (* 24. November 1977 in Ksyl-Orda, Kasachische SSR) ist ein estnisch-koreanischer Sportler und Politiker.

## Leben
Mihhail Kõlvart wurde in eine estnisch-koreanische Familie geboren. Er zog als Dreijähriger mit seinen Eltern in die Estnische SSR. Seine Muttersprache ist russisch.
Kõlvart schloss 1995 die Schule in der estnischen Hauptstadt Tallinn ab. Im Jahr 2000 begann er ein rechtswissenschaftliches Studium an einer privaten Hochschule in Tallinn, 2004 das Studium des Wirtschaftsrechts an einer anderen privaten Tallinner Hochschule.

### Sport
Einen Namen machte sich Mihhail Kõlvart vor allem als nationaler und internationaler Spitzensportler in den Disziplinen Boxen, Kickboxen und Taekwondo (Schwarzer Gürtel). Ab 1993 war er in Tallinn als Taekwondo-Trainer tätig. 1996 wurde er zum Präsidenten des estnischen nationalen Taekwondo-Verbands gewählt. 2016 wurde er Mitglied des Exekutivkomitees des Estnischen Olympiakomitees.

### Politik
Von 1999 bis 2002 war Kõlvart Mitglied des Bezirksrates des Tallinner Stadtteils Lasnamäe. 2008 trat Mihhail Kõlvart in die Estnische Zentrumspartei ein. 2009 wurde er in den Stadtrat der estnischen Hauptstadt Tallinn gewählt. Er setzte sich besonders für Jugend und Sport sowie die Rechte der ethnischen Minderheiten in Estland ein. Bei der Parlamentswahl in Estland 2011 wurde er in den Riigikogu gewählt. Im April 2011 verzichtete er auf sein Abgeordnetenmandat zugunsten des Postens des stellvertretenden Bürgermeisters von Tallinn. Von 2017 bis 2019 war er Vorsitzender des Stadtrats von Tallinn. Im April 2019 wurde er zum Bürgermeister von Tallinn gewählt. Dieses Amt hatte er bis April 2024 inne. Bei der Wahl zum Europäischen Parlament 2024 trat er als Spitzenkandidat seiner Partei an und konnte ins Europäische Parlament einziehen. Kurz vor der ersten Zusammenkunft der Abgeordneten verzichtete er allerdings darauf, sein Mandat anzutreten.

### Privates
Mihhail Kõlvarts Vater Ülo Kõlvart (geboren 1942 in Pärnu) war 1992 Gründer des estnischen nationalen Taekwondo-Verbands und von 1992 bis 1996 dessen erster Präsident. Seine Mutter war die Pädagogin und Tallinner Ehrenbürgerin Liidia Kõlvart (geborene Shek, 1942–2014).
Kõlvart ist seit 2022 mit der Politikerin und ehemaligen Motorradrennfahrerin Anastassia Kovalenko-Kõlvart verheiratet.